# Giải bóng đá hạng nhất quốc gia Bỉ 1905–06
Đây là thống kê của Giải bóng đá hạng nhất quốc gia Bỉ mùa giải 1905-06.

## Tổng quan
Giải có sự tham gia của 10 đội, và Union Saint-Gilloise giành chức vô địch.

## Bảng xếp hạng
| Vị thứ | Đội bóng                  | St | T  | H | B  | BT | BB | Đ  | HS  | Ghi chú                        |
| ------ | ------------------------- | -- | -- | - | -- | -- | -- | -- | --- | ------------------------------ |
| 1      | Union Saint-Gilloise      | 18 | 15 | 3 | 0  | 75 | 12 | 33 | +63 |                                |
| 2      | F.C. Brugeois             | 18 | 12 | 5 | 1  | 59 | 25 | 29 | +34 |                                |
| 3      | Racing Club de Bruxelles  | 18 | 10 | 4 | 4  | 57 | 20 | 24 | +37 |                                |
| 4      | C.S. Verviétois           | 18 | 7  | 3 | 8  | 32 | 41 | 17 | -9  |                                |
| 5      | Daring Club de Bruxelles  | 18 | 6  | 5 | 7  | 32 | 44 | 17 | -12 |                                |
| 6      | Léopold Club de Bruxelles | 18 | 7  | 2 | 9  | 38 | 52 | 16 | -14 |                                |
| 7      | Antwerp F.C.              | 18 | 7  | 0 | 11 | 30 | 58 | 14 | -28 |                                |
| 8      | C.S. Brugeois             | 18 | 4  | 4 | 10 | 30 | 45 | 12 | -15 |                                |
| 9      | F.C. Liégeois             | 18 | 4  | 2 | 12 | 23 | 65 | 10 | -42 |                                |
| 10     | Beerschot                 | 18 | 2  | 4 | 12 | 34 | 48 | 8  | -14 | Xuống hạng Promotion Division. |